# 오야규촌
오야규촌(大柳生村)은 나라현 북부, 소에카미군에 속해있던 촌이다. 현재의 나라시 동부에 해당한다.

## 역사
- 1889년 4월 1일 - 정촌제 시행에 의해 소에카미군 오야규촌이 성립하였다
- 1957년 9월 1일 - 야규촌, 히가시사토촌, 사가와촌과 함께 나라시에 편입해, 동일 오야규촌은 폐지되었다.

## 학교
- 奈良県立奈良高等学校大柳生分校：1974년 폐교